# Nick Collison
Nicholas John Collison (* 26. Oktober 1980 in Orange City, Iowa) ist ein ehemaliger US-amerikanischer Basketballspieler, der von 2003 bis 2018 in der NBA aktiv war. Collison verbrachte seine gesamte Karriere bei den Oklahoma City Thunder und zuvor bei den Seattle SuperSonics, bevor diese nach Oklahoma City umzogen.

## Karriere

### College
Während seiner Collegezeit bildete Collison mit Kirk Hinrich eines der besten Duos im Basketball-Collegesport. Mit Kansas erreichten die beiden 2002 und 2003 das Final Four des NCAA-Tournament. Collison beendete seine College-Karriere als bester Scorer der Big 12 Conference (später wurde dieser Rekord von Andre Emmett überboten). Zu Collisons Ehren vergibt die Universität seine Trikotnummer 4 nicht mehr.

### NBA
Im NBA-Draft 2003 wurde Collison von den Seattle SuperSonics an 12. Stelle ausgewählt. In Seattle entwickelte sich Collison zu einer wichtigen Stütze innerhalb der Mannschaft und erzielte während der Saison 2007/08 mit 9,8 Punkten und 9,4 Rebounds pro Spiel seine bisherigen Karrierebestwerte. 
Vor der Saison 2008/09 zogen die Sonics nach Oklahoma City um und nannten sich fortan Oklahoma City Thunder. Collison blieb dem Team treu und nahm, an der Seite der aufstrebenden Stars um Kevin Durant und Russell Westbrook, die Rolle des Veteranen und Edelreservisten ein. 
Er beendete nach 15 NBA-Jahren seine Karriere 2018. Zu seinen Ehren entschieden die Thunder die Trikotnummer 4 nicht mehr zu vergeben.

## Nationalmannschaft
Collison war Mitglied der US-Auswahl bei der Basketball-Weltmeisterschaft 2002 und gehörte 2003 zum US-Kader bei der Basketball-Amerikameisterschaft, mit denen er die Goldmedaille gewann.